# KS X 1001
KS X 1001是韓國用於書寫的諺文和漢字的字元編碼規格。以前稱作KS C 5601，現在多稱作KS X 1001，有时也简称为KS編碼。
其与JIS X 0208的94×94字集类似，包含諺文2,350字、漢字4,888字、英文字母、數字和假名共,8226字。諺文是由字母組合成一个音節的，但在这种编码中用一个字符表示一整个音节，难以包括所有可能的組成符號，存在許多無法表示的音節，受到許多批評。百事可樂的韓國法人因 KS X 1001 不含，在1992年改用 KS X 1001 中存在的諺文表示。
漢字則是照讀音順序來配置的。朝鮮語原則上一字一音，但也存在破音字，KS X 1001對這樣的漢字在不同的读音位置重複編碼。这被称为「预组合字符编码」（Wansung，羅馬化：wanseong，直译：预组合）。
雖然也有不一樣的，使用頭音法則，即轉成最先遇到的那個讀音，但如和如此常用的字也有別的讀音和重複編碼。最多的是有4個重複編碼的。這個方式的好處是、字的讀音利於機械的判定，但卻也被批評違反字符編碼的大原則。此外，這樣重複編碼的漢字在統一碼和通用字符集中因互換性的關係，中日韓統一表意文字只收錄一個、其它的則收錄於中日韓兼容漢字。
KS X 1001在EUC的編碼稱作韓文EUC（EUC-KR）。實際上，KS X 1001 完全沒有被用於其它編碼（ISO-2022-KR完全沒有被使用），單獨的 KS C 5601 通常意指 EUC-KR 。
一些電腦系統将此標準改編成诸多版本。但他們並非完全一致，如將原标准中放在 0x5C 的反斜線改成韓圓（₩）。有些系統則使用非常規方法來擴充此標準。KS X 1001 可編碼成 EUC-KR、Windows-949（EUC-KR 的超集）、ISO-2022-KR 和「雙位元組合型符號」（Johab）。但後二個很少使用。
朝鮮則使用另一規格KPS 9566。

## 歷史
- 1974年9月27日 - 制訂 KS C 5601 為 7 位元諺文編碼。當時的配置為30個諺文子音字母（頭子音和終子音的集合）在 0x41-0x5E ，21個母音字母散佈在 0x62 - 0x7C 。這種系統無法區別頭子音和終子音。
- 1982年6月14日 - 修訂 KS C 5601。增加「十六位元符號」附錄。「十六位元符號」為初聲、中聲、終聲各5 位元的表示。最高位元為 1 的編碼。
- 1987年3月1日 - KS C 5601再次修訂，7 位元諺文碼和「十六位元符號」移動到附錄。本文定為94×94文字集合，含有2350個諺文字符、4888個漢字、986個其他文字。
- 1992年10月15日 - 修訂 KS C 5601。附錄中「16位元符號」變更為「雙位元組合型符號」。表示的碼點和初聲、中聲、終聲一樣，位元型式則完全不同。
- 1997年8月20日 - 伴隨新的情報部門(X)的設立，KS C 5601 改為 KS X 1001 。
- 1998年12月31日 - 修改 KS X 1001，增加歐元符號（€）和註冊商標符號（®）。

## 另見
- JIS X 0208
- GB 2312
- GB 12052《信息交换用朝鲜文字编码字符集》
- 大五碼
- 中日韓統一表意文字